# David Akeeagok

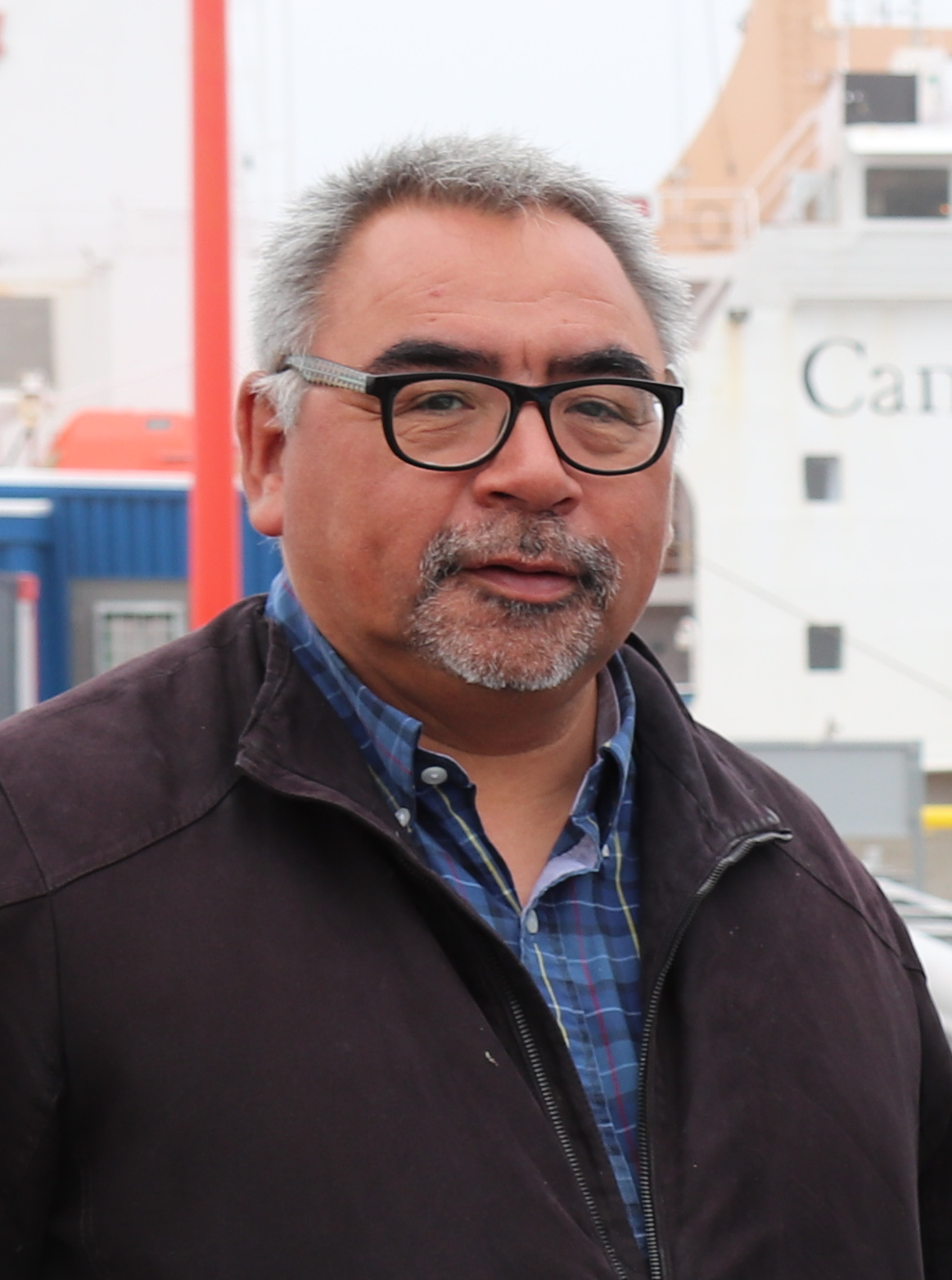
David Akeeagok (2023)

David Akeeagok (Inuktitut ᑕᐊᕐᑎ ᐊᑭᔭᒃ) ist ein kanadischer Politiker im Territorium Nunavut, der seit 2017 Mitglied der Legislativversammlung von Nunavut ist und zwischen 2018 und 2021 stellvertretender Premierminister war. Im aktuellen Kabinett seines Neffen, Premierminister Pauloosie Jamesie Akeeagok übernahm er daraufhin 2021 zahlreiche Ministerämter.

## Leben
David Akeeagok wuchs in Grise Fiord auf, der nördlichsten Gemeinde Kanadas, hatte in seiner Karriere mehrere berufliche Positionen innegehabt, darunter verschiedene leitende Positionen in der Regierung von Nunavut. Dazu gehörten die Positionen des Chefunterhändlers für die Dezentralisierung, des stellvertretenden Ministers für zahlreiche Abteilungen und des Kabinettssekretärs. Akeeagok, der sich engagiert ehrenamtlich im Bereich Suche und Rettung engagiert und Mitglied der Iviq Hunters and Trappers Organization von Grise Fiord war, wurde bei der Wahl am 30. Oktober 2017 im Wahlkreis „Quttiktuq“ erstmals zum Mitglied der Legislativversammlung von Nunavut und konnte sich dabei gegen den bisherigen Wahlkreisinhaber Isaac Shooyook durchsetzen. Während der darauf folgenden fünften Legislaturperiode (2017 bis 2021) war er als Nachfolger des nunmehrigen Premierministers Joe Savikataaq vom 14. Juni 2018 bis zu seiner Ablösung durch Pam Gross am 19. November 2021 stellvertretender Premierminister. Daneben fungierte er zeitweise auch als Minister für wirtschaftliche Entwicklung und Verkehr, Finanzminister und Minister für Humanressourcen.
Bei der Wahl am 25. Oktober 2021 wurde Akeeagok im Wahlkreis „Quttiktuq“ per Akklamation wieder zum Mitglied der Legislativversammlung gewählt und während der Sitzung des Nunavut Leadership Forum am 17. November 2021 in den Exekutivrat gewählt. Zu Beginn der sechsten Legislaturperiode wurde er am 19. November 2021 offiziell in seinem Amt vereidigt übernahm im aktuellen Kabinett seines Neffen, Premierminister Pauloosie Jamesie Akeeagok die Ämter als Justizminister, Minister für wirtschaftliche Entwicklung und Verkehr, Bergbauminister, Handelsminister sowie als zuständiger Minister für die Geschäftskreditgesellschaft (Nunavut Business Credit Corporation), die Entwicklungsgesellschaft (Nunavut Development Corporation), die Arbeitsnormenbehörde (Labour Standards Board) und das Menschenrechtstribunal (Human Rights Tribunal).
Aus seiner Ehe mit Carol Akeeagok gingen sieben Kinder hervor.